# Маса поїзда
Вага поїзда (маса поїзда) — один з найважливіших показників, який впливає на ефективність роботи залізничного транспорту. Вага поїзда визначає провізну спроможність ліній, собівартість і економічність перевезень, а також питому витрату палива або електроенергії (для ЕРС) на тягу поїздів.
Розрізняють вагу брутто і нетто. Вага брутто визначається додаванням ваги локомотива, ваги тари вагонів і власне ваги вантажу або пасажирів. Вага нетто — додаванням ваги локомотива і ваги тари вагонів.

## Розрахунок ваги поїзда
На основі попередніх розрахунків можна визначити максимальну вагу поїзда, та параметри локомотива який зможе провести заданий поїзд  по заданому перегону,працюючи в нормальному режимі. Завдяки цьому можна сформувати поїзди необхідної ваги,  та знизити до мінімуму питому витрату палива і більш повно використовувати тягові параметри локомотива, при цьому не перевантажуючи його.
Розрахунок, перш за все, виконують за розрахунковим підйомом, Частіше,за найкрутішим 
У цьому випадку вага поїзда обчислюється за цією формулою:
{\displaystyle m_{c}={\frac {F_{k}r-({{\omega }'_{o}+i_{p}}\,)m_{l}\,g}{{({\omega }''_{o}+i_{p}}\,)g}}}, де
{\displaystyle F_{k}r} — розрахункова сила тяги локомотива, Н; {\displaystyle m_{l},\;m_{c}} — вага відповідно локомотива і рухомого складу, т; {\displaystyle {\omega }'_{o},\;{\omega }''_{o}} — питомий опір руху відповідно локомотива и склада, Н/кН; {\displaystyle i_{p}} — розрахунковий  підйом, ‰: {\displaystyle g=9,8\;}м/с² — прискорення вільного падіння. Питомий опір руху {\displaystyle {\omega }_{o}} визначають за формулою:
{\displaystyle {\omega }_{o}=A+B\,v+C\,v^{2}}, де
v — швидкість руху, м/с; A, B, C — коефіцієнти, які залежать від типу колій (стикова чи безстикова) и рухомого складу, а для тягового рухомого складу —ще і від режима руху (тяга або вибіг) (наприклад, для ЕР2: у режимі тяги по бесстиковій колії.
A = 1,1, B = 0,01, C = 0,000227, для стикової колії — А = 1,1, В = 0,012, С = 0,000267). 
Основний опір руху склада розраховується за формулою:
{\displaystyle {\omega }''_{o}={\frac {\sum _{i=1}^{n}{\omega }''_{o}i\,m_{i}}{\sum _{i=1}^{n}m_{i}}}}, де
{\displaystyle {\omega }''_{o}i} — основний опір кожного типу вагонів у складі, Н/кН; {\displaystyle m_{i}} — сумма ваг відповідних типів вагонів, які входять до складу, т.
Визначивши вагу поїзда по керуючому підйому, проводять його перевірку за умовами рушіння з місця. Після визначають довжину поїзда (при цьому визначають число вагонів у складі) і перевіряють її по довжині станційних колій. Також вагу поїзда переверяють по гальмам, тобто на можливість зупинки на найкрутішому  спуску. У випадку невконання якоїсь умови, вагу склада корегують і перераховують.